# Bauko
Bauko est une municipalité de 4e classe située dans la Mountain Province aux Philippines. Selon le recensement de 2010 elle est peuplée de 30 172 habitants.

## Barangays

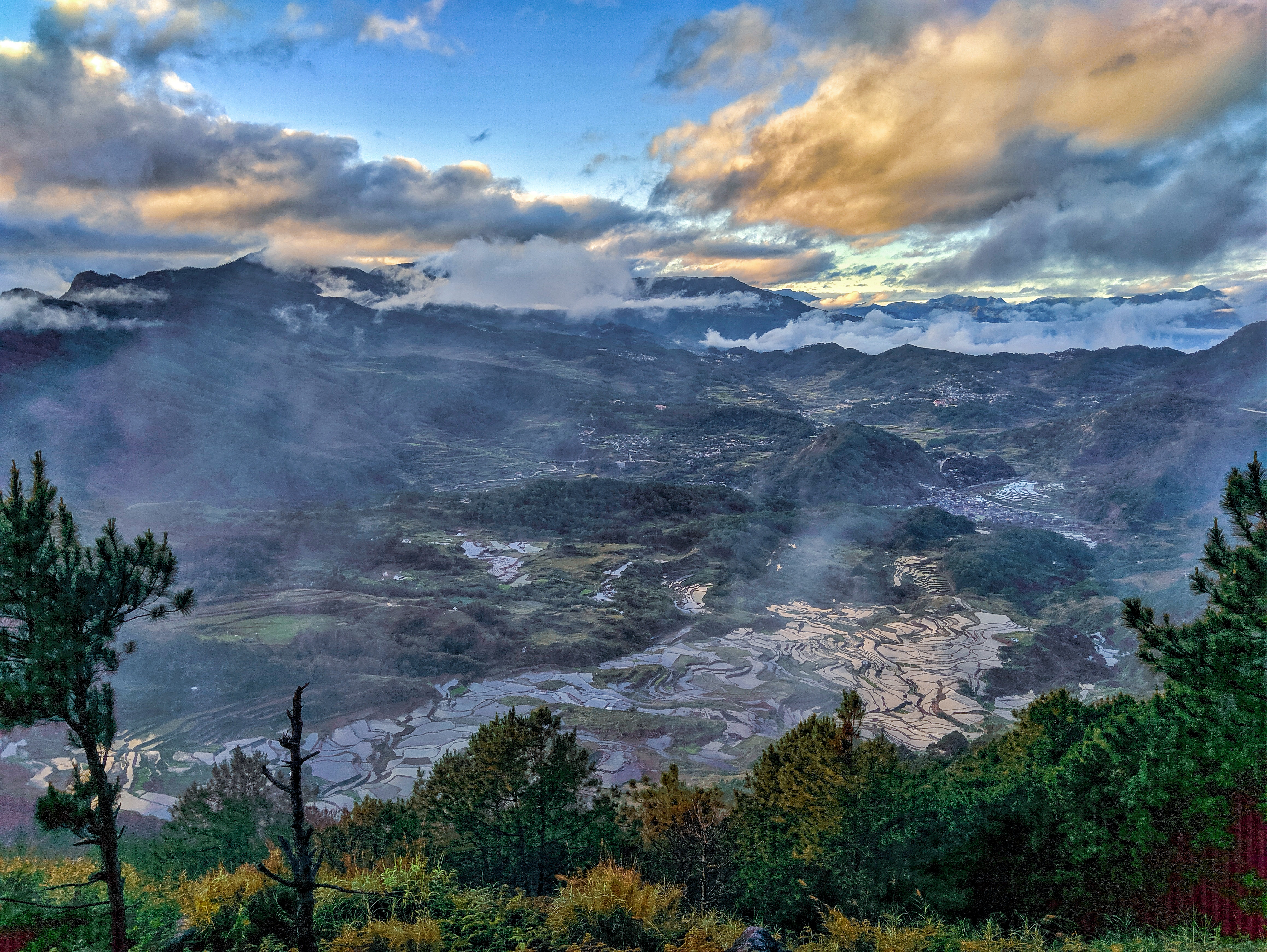
Bauko vu de Benguet

Bauko est divisée en 22 barangays.
- Abatan
- Bagnen Oriente
- Bagnen Proper
- Balintaugan
- Banao
- Bila
- Guinzadan Central
- Guinzadan Norte
- Guinzadan Sur
- Lagawa
- Leseb
- Mabaay
- Mayag
- Monamon Norte
- Monamon Sur
- Mount Data
- Otucan Norte
- Otucan Sur
- Poblacion
- Sadsadan
- Sinto
- Tapapan

## Démographie
| Année | Habitants | Évolution |
| ----- | --------- | --------- |
| 1995  | 24 242    | -         |
| 2000  | 27 729    | 14,38 %   |
| 2007  | 29 382    | 5,96 %    |
| 2010  | 30 172    | 2,69 %    |